# Dik Trom
Pour les articles homonymes, voir Dik Trom (nl) pour le film (2010).

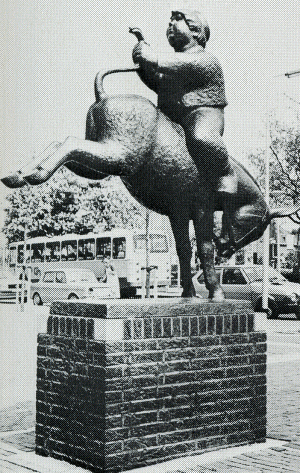
Dik Trom.

Dik Trom est le héros d'une série de livres néerlandais pour enfants écrits par Cornelis Johannes Kieviet (nl).
L'auteur des livres, Cornelis Johannes Kieviet (3 mars 1858 à Hoofddorp - 12 août 1931 à Wassenaar), était un enseignant néerlandais.
Une statue de Dik Trom assis à l'envers sur un âne se trouve dans le principal jardin de Hoofddorp.

## La série
- 1891 : Uit het leven van Dik Trom  (De la vie de Dik Trom), Valkhoff & Co.
- 1907 : De zoon van Dik Trom (Le Fils de Dik Trom), Valkhoff & Co.
- 1912 :  Toen Dik Trom een jongen was (Quand Dik Trom était un enfant), Kluitman.
- 1920 : Dik Trom en zijn dorpsgenoten (Dik Trom et ses voisins villageois), Kluitman.
- 1923 : Het tweede boek van Dik Trom en zijn dorpsgenoten (Le Second livre de Dik Trom et ses voisins villageois), Kluitman.
- 1931 : De avonturen van Dik Trom (Les Aventures de Dik Trom), Kluitman.

## Adaptations cinématographiques
- 1937 : Uit het leven van Dik Trom[1]
- 1947 : Dik Trom en zijn dorpsgenoten[2]
- 1958 : Nieuwe avonturen van Dik Trom[3]
- 1960 : Dik Trom en het circus[4]
- 1972 : Dik Trom en zijn dorpsgenoten[5]
- 1974 : Dik Trom knapt het op[6]
- 1976 : Dik Trom weet raad[7]
- 2010 : Dik Trom[8]